# Francisco Fernández Miranda
Francisco "Fran" Fernández Miranda (Madrid, 21 de junho de 1986) é um jogador de polo aquático espanhol.

## Carreira
Fernández integrou o elenco da Seleção Espanhola de Polo Aquático que ficou em sétimo lugar nos Jogos Olímpicos de 2016.